# Acalypha apodanthes
Acalypha apodanthes är en törelväxtart som beskrevs av Paul Carpenter Standley och Louis Otho Otto Williams. Acalypha apodanthes ingår i släktet akalyfor, och familjen törelväxter. Inga underarter finns listade i Catalogue of Life.